# Lamspringe
Lamspringe – gmina samodzielna (niem. Einheitsgemeinde) w Niemczech, w kraju związkowym Dolna Saksonia, w powiecie Hildesheim. Do 31 października 2016 miasto (niem. Flecken), siedziba gminy zbiorowej Lamspringe. Gmina zbiorowa została rozwiązana a jej cztery gminy: Harbarnsen, Neuhof, Sehlem oraz Woltershausen zostały przyłączone do gminy stając się tym samym jej dzielnicami.